# Letras Hispánicas
Die Letras Hispánicas sind eine spanischsprachige Buchreihe. Sie erschien im Verlag Cátedra, einem spanischen Verlag, der 1973 in Madrid gegründet wurde und einer der wichtigsten Verlage für klassische und humanistische spanische und hispano-amerikanische Literatur ist, insbesondere durch diese Reihe. Sie umfasst inzwischen mehr als 880 Nummern. Ihre kommentierten kritischen Ausgaben sind in akademischen Kreisen anerkannte Referenzen. Publikationen darin sind beispielsweise: Crónicas de Indias (Band 483) oder die Artículos von Larra (Band 141).
Die folgende Übersicht erhebt keinen Anspruch auf Aktualität oder Vollständigkeit:

## Bände (Auswahl)
Titel / Autor (Hrsg.) / Band
- Cuatro Obras (Teatro, relatos, fantasía macabra, ensayos), Alfonso Rodríguez Castelao 1
- El Hombre y Su Poesia, Miguel Hernández 2
- Verso y prosa, Blas de Otero 3
- La Celestina: Tragicomedia de Calisto y Melibea, Fernando de Rojas 4
- El estudiante de Salamanca, José de Espronceda 6
- Descubrimiento de Madrid, Ramón Gómez de la Serna 7
- Carcel de amor; Arnalte y Lucenda; Sermon, Diego de San Pedro 8
- El sombrero de tres picos, Pedro Antonio de Alarcón 9
- Campos de Castilla, Antonio Machado 10
- El condenado por desconfiado, Tirso de Molina 11
- Los intereses creados, Jacinto Benavente 12
- El Pelo de la dehesa, Manuel Bretón de los Herreros 13
- Lírica Española de Hoy, José Luis Cano 14
- El gran teatro del mundo; El gran mercado del mundo, Pedro Calderón de la Barca 15
- Cantares Gallegos, Rosalía de Castro 16
- Itinerario Poetico, Gabriel Celaya 17
- Prosa y Poesía, Alfonso Reyes 18
- Antología poética, Juan Ramón Jiménez 19
- El rufian dichoso, Miguel de Cervantes Saavedra 20
- El sí de las niñas, Leandro Fernández de Moratín 21
- Poemas de los pueblos de España, Miguel de Unamuno 22
- Clemencia, Fernán Caballero 23
- La tribuna, Pardo Bazan 24
- José, Armando Palacio Valdés 25
- Teatro sobre teatro, José Ruibal 26
- La Comendadora, El clavo y otros cuentos, Pedro Antonio de Alarcón 27
- Pequeñeces, Luis Coloma 28
- Genio y Figura, Juan Valera 29
- Antología del grupo poético de 1927, Vicente Gaos 30
- Rimas, Gustavo Adolfo Bécquer 31
- Obras incompletas, Gloria Fuertes 32
- Don Álvaro o la fuerza del sino, Duque de Rivas 33
- De Tal Palo, Tal Astilla, José María de Pereda 34
- Cantar de Mío Cid, Anonymous 35
- Summa Poetica, Nicolás Guillén 36
- Traidor, inconfeso y mártir, José Zorrilla 37
- Poesía, Jorge Manrique 38
- La dama duende, Pedro Calderón de la Barca 39
- Cleopatra Perez, Jose Ortega Munilla 40
- Pipá, Leopoldo Alas 41
- Poesías castellanas completas, Garcilaso de la Vega 42
- La casa de Bernarda Alba, Federico García Lorca 43
- El Lazarillo del Tormes, Anónimo 44
- La tejedora de sueños ; Llegada de los dioses, Antonio Buero Vallejo 45
- Yerma, Federico García Lorca 46
- Belarmino y Apolonio, Ramón Pérez de Ayala 47
- El vergonzoso en palacio, Tirso de Molina 48
- La verdad sospechosa, Juan Ruiz de Alarcón 49
- La dama boba, Félix Lope de Vega Carpio 50
- Dulce y Sabrosa, Jacinto Octavio Picón 51
- El Romancero viejo, Mercedes Diaz Roig 52
- Libro del conde Lucanor, Don Juan Manuel 53
- El Caballero Encantado (Cuento real... inverosímil), Benito Pérez-Galdós 54
- El túnel, Ernesto Sábato 55
- Antología Lírica, Salvador Espriu 56
- La vida es sueño, Pedro Calderón de la Barca 57
- El burlador de Sevilla y convidado de piedra, Tirso de Molina 58
- De los nombres de Cristo, Luis de León 59
- Lírica española de tipo popular: Edad Media y Renacimiento, Margarita Ana María Frenk y Freund 60
- Memorias sobre las diversiones públicas. Informe sobre la Ley Agraria (Crisolín 52), Gaspar Melchor de Jovellanos 61
- Cuentos, Ignacio Aldecoa 62
- Pic-Nic · El Triciclo · El Laberinto, Fernando Arrabal 63
- El lindo don Diego, Agustín Moreto 64
- Las salvajes en Puente San Gil: Las arrecogías del Beaterio de Santa María Egipciaca, Jose Martin Recuerda 65
- Los Salvajes en Puente San Gil; Las Arrecogías del Beaterio de Santa María Egipcíaca, José Martín Recuerda 65
- Romancero gitano ; Poema del cante jondo, Federico García Lorca 66
- El alcalde de Zalamea, Pedro Calderón de la Barca 67
- El Humo Dormido, Gabriel Miró 68
- Las armas secretas, Julio Cortázar 69
- Libro de buen amor, Arcipreste de Hita Juan Ruiz 70
- Farsas, Diego Sánchez de Badajoz 71
- Las Mocedades del Cid, Guillén de Castro 72
- Las inquietudes de Shanti Andía, Pío Baroja 73
- Poemas Paradisiacos, Vicente Aleixandre 75
- El doncel de Don Enrique el Doliente, Mariano José de Larra 76
- La Lapa, Angel Guerra 77
- Cartas marruecas ; Noches lúgubres, José Cadalso 78
- Pizzicato irrisorio y gran pavana de lechuzos, Miguel Romero Esteo 79
- Del Madrid castizo Sainetes, Carlos Arniches 80
- Fiesta al noroeste, Ana María Matute 81
- Don Segundo Sombra, Ricardo Güiraldes 82
- La cabeza del cordero, Francisco Ayala 83
- La Tregua, Mario Benedetti 84
- Poesía lírica del Siglo de Oro, Elias L. Rivers 85
- Guzmán de Alfarache, Mateo Alemán 86
- Guzmán de Alfarache II, Mateo Alemán 87
- La sangre y la ceniza; Crónicas romanas, Alfonso Sastre 88
- Mientras el aire es nuestro, Jorge Guillén 89
- Platero y yo, Juan Ramón Jiménez 90
- Antologia de sus versos / Anthology of Verse, José María Valverde 91
- Arcipreste de Talavera o Corbacho, Alfonso Martínez de Toledo 92
- El Desvan De Los Machos, Luis Riaza 93
- El Patrañuelo, Juan de Timoneda 94
- San Manuel Bueno, mártir, Miguel de Unamuno 95
- Peribáñez y el Comendador de Ocaña, Félix Lope de Vega Carpio 96
- Tres sombreros de copa, Miguel Mihura 97
- Libro de la vida, Teresa de Ávila 98
- El gaucho Martín Fierro y La vuelta de Martín Fierro, José Hernández 99
- Don Quijote de la Mancha I, Miguel de Cervantes 100
- Don Quijote de la Mancha II, Miguel de Cervantes 101
- Soledades, Luis de Góngora 102
- Páginas escogidas, Rubén Darío 103
- Bodas que fueron famosas del Pingajo y la Fandanga; Flor de otoño, Jose Martin Recuerda 104
- Novelas Ejemplares I: La gitanilla; El amante liberal; Rinconete y Cortadillo, Miguel de Cervantes Saavedra 105
- Novelas Ejemplares II: La española inglesa; El licenciado Vidriera; La fuerza de la sangre, Miguel de Cervantes 106
- Joven poesia espanola: Antologia, Concepción G. Moral 107
- Greguerías. Selección 1910-1960, Ramón Gómez de la Serna 108
- Un Drama Nuevo, Manuel Tamayo y Baus 109
- Laberinto de fortuna, Juan de Mena 110
- Maldan Behera: Harri Eta Herri, Gabriel Aresti 111
- Paradiso, José Lezama Lima 112
- El Esclavo del Demonio, Antonio Mira de Amescua 113
- Don Juan Tenorio, José Zorrilla 114
- El Abencerraje, Anonymous 115
- Viaje de Turquía: (La odisea de Pedro de Urdemalas), Cristóbal de Villalón 116
- Los complementarios, Antonio Machado 117
- Selección de mis versos, Carlos Bousoño 118
- Malditas sean coronada y sus hijas, Francisco Nieva 119
- Los de abajo, Mariano Azuela 120
- Poemas, Ángel González 121
- El criticón, Baltasar Gracián 122
- Narraciones, Jorge Luis Borges 123
- Historia de la vida del Buscón, Francisco de Quevedo 124
- Teatro crítico universal, Benito Jerónimo Feijoo 125
- Los amantes de Teruel, Juan Eugenio Hartzenbusch 126
- Vida, Diego de Torres Villarroel 127
- Paraiso cerrado para muchos, jardines abiertos para pocos – Los fragmentos de Adonis, Pedro Soto De Rojas 128
- Volvoreta, Wenceslao Fernández Flórez 129
- Memorias Inmemoriales, Gabriel Celaya 130
- Historia de Gloria: amor, humor y desamor, Gloria Fuertes 131
- Del rey abajo, ninguno, Francisco de Rojas Zorrilla 132
- Altazor, Vicente Huidobro 133
- Poesía varia, Francisco de Quevedo 134
- Aventura poética: (antología), Pedro Salinas 135
- Sobre los ángeles, Rafael Alberti 136
- Fuente Ovejuna, Félix Lope de Vega Carpio 137
- El cohete y la estrella ; La cabeza a pájaros, José Bergamín 138
- Pasos, Lope de Rueda 139
- Un viaje de invierno, Juan Benet 140
- Artículos, Mariano José de Larra 141
- Obra poética, Juan Eduardo Cirlot 142
- El enganao; Caballos desbocaos, Jose Martin Recuerda 143
- Antología, Luis Cernuda 144
- La región más transparente, Carlos Fuentes 145
- Sonetos y madrigales completos, Gutierre de Cetina 146
- El caballero de Olmedo, Félix Lope de Vega Carpio 147
- Manuel Rivas, Alberto Blest Gana 148
- Martín Rivas, Alberto Blest Gana 148
- Las lágrimas de Angélica, Luis Barahona de Soto 149
- Noviembre y un poco de yerba: Petra Regalada, Antonio Gala 150
- Poema de Fernán González, Juan Victorio 151
- La Zanja, Alfonso Grosso 152
- Diálogo de la lengua, Juan de Valdés 153
- Niebla, Miguel de Unamuno 154
- El Crotalon, Cristobal De Vallalo 155
- Memorias de Altagracia, Salvador Garmendia 156
- Juan José, Joaquín Dicenta 157
- Brevísima relación de la destruición de las Indias, Bartolomé de las Casas 158
- Poesías completas (1926–1959) / Manuel Altolaguirre, Manuel Altolaguirre 159
- Romances, Luis de Góngora 160
- The Invention of Morel, Adolfo Bioy Casares 161
- Entremeses, Miguel de Cervantes Saavedra 162
- Ganarás la luz, León Felipe 163
- Varias poesías, Hernando de Acuña 164
- Ismaelillo ; Versos libres ; Versos sencillos, José Martí 165
- LA SERRANA DE LA VERA (Juan de La Cuesta Hispanic Monographs) (Spanish Edition), Luis Vélez de Guevara 166
- Si te dicen que caí, Juan Marsé 167
- Odas Elementales, Pablo Neruda 168
- Los cachorros, Mario Vargas Llosa 169
- Misericordia, Benito Pérez-Galdós 170
- Fábula de Polifemo y Galatea, Luis de Góngora 171
- Doña Perfecta, Benito Pérez-Galdós 172
- Seleccion natural, José Manuel Caballero Bonald 173
- Marianela, Benito Pérez-Galdós 174
- Desde mis poemas, Claudio Rodríguez 175
- Los trabajos del infatigable creador Pío Cid, Ángel Ganivet 176
- AMDG, Ramón Pérez de Ayala 177
- Poesía, Saint John of the Cross 178
- Desengaños amorosos, María de Zayas y Sotomayor 179
- Soledades, galerías y otros poemas, Antonio Machado 180
- Yo el Supremo, Augusto Roa Bastos 181
- La Regenta, Leopoldo Alas 182
- La Regenta II, Leopoldo Alas 183
- Poesía, Luis de León 184
- Fortunata y Jacinta I, Benito Pérez-Galdós 185
- Fortunata y Jacinta, II, Benito Pérez-Galdós 186
- Poesia Selecta, Félix Lope de Vega Carpio 187
- Trafalgar, Benito Pérez-Galdós 188
- Pedro Páramo, Juan Rulfo 189
- Rosalia, Benito Pérez-Galdós 190
- Libro del caballero Zifar, Cristina Gonzalez 191
- La De Bringas, Benito Pérez-Galdós 192
- El astillero, Juan Carlos Onetti 193
- Prosa historica, Alfonso X El Sabio 194
- La Numancia, Miguel de Cervantes 195
- El Hombre Acecha; Cancionero y Romancero de Ausencias, Miguel Hernández 197
- El cementerio de automóviles; El arquitecto y el emperador de Asiria, Fernando Arrabal 198
- La mortaja, Miguel Delibes 199
- Rayuela, Julio Cortázar 200
- Selección propia, Francisco Brines 201
- La dama del alba, Alejandro Casona 202
- El diablo cojuelo, Luis Vélez de Guevara 204
- Fuentes de la constancia, Juan Gil-Albert 205
- Meditaciones del Quijote, José Ortega y Gasset 206
- Poesia completa / Complete Poetry, Francisco de la Torre 207
- La Camisa; El Cuarto Poder, Lauro Olmo 208
- Las Nubes, Luis Cernuda 209
- La venganza de don Mendo, Pedro Muñoz Seca 210
- Los pasos perdidos, Alejo Carpentier 211
- La lozana andaluza, Francisco Delicado 212
- Menosprecio de corte y alabanza de aldea / Arte de marear, Antonio de Guevara 213
- La ruta de Don Quijote, Azorín 214
- Cien años de soledad, Gabriel Garcia Marquez 215
- Entrada en materia, José Ángel Valente 216
- El mágico prodigioso, Pedro Calderón de la Barca 217
- El Llano en llamas, Juan Rulfo 218
- Poesia castellana original completa, Fernando de Herrera 219
- Reivindicación del conde don Julián, Juan Goytisolo 220
- El trovador, Antonio García Gutiérrez 221
- El juguete rabioso, Roberto Arlt 222
- Poesías castellanas completas, Francisco de Aldana 223
- Milagros de Nuestra Señora, Gonzalo de Berceo 224
- El árbol de la ciencia, Pío Baroja 225
- La lira de las musas, Gabriel Bocángel 226
- El siglo de las luces, Alejo Carpentier 227
- Antología de nuestro monstruoso mundo: Duda Y Amor Sobre El Ser Supremo, Dámaso Alonso 228
- En las orillas del Sar, Rosalía de Castro 229
- Escenas andaluzas, Serafín Estébanez Calderón 230
- Bodas de sangre, Federico García Lorca 231
- Historias e invenciones de Felix Muriel / History and Inventions of Felix Muriel, Rafael Dieste 233
- La calle de Valverde, Max Aub 234
- Espíritu de la letra, José Ortega y Gasset 235
- Confabulario and Other Inventions, Juan José Arreola 238
- Vida de Pedro Saputo, Braulio Foz 239
- Juan de Mairena: sentencias, donaires, apuntes y recuerdos de un profesor apócrifo: I, Antonio Machado 240
- Juan De Mairena, II, Antonio Machado 241
- El señor de Bembibre, Enrique Gil y Carrasco 242
- Libro de las Alucinaciones, José Hierro 243
- Leyendas, Gustavo Adolfo Bécquer 244
- Manual de espumas: Versos humanos, Gerardo Diego 245
- El secreto del Acueducto, Ramón Gómez de la Serna 246
- Poesía de Cancionero, Álvaro Alonso 247
- María, Jorge Isaacs 248
- Comedieta de Ponza, Sonetos, serranillas y otras obras / Marqués de Santillana; edición, prólogo y notas de Regula Rohland de Langbehn; con un estudio preliminar de Vicente Beltrán, Marqués de Santillana 249
- Libertad Bajo Palabra, Octavio Paz 250
- Matadero, El - La Cautiva, Esteban Echeverría 251
- Cuento espanol de Posguerra, Medardo Fraile 252
- El escándalo, Pedro Antonio de Alarcón 253
- Residencia en la Tierra, Pablo Neruda 254
- Amadís de Gaula I, Garci Rodríguez de Montalvo 255
- Amadís de Gaula II, Garci Rodríguez de Montalvo 256
- Las aventuras del bachiller Trapaza, Alonso de Castillo Solórzano 257
- Teatro pánico, Fernando Arrabal 258
- Peñas arriba, José María de Pereda 259
- Poet in New York, Federico García Lorca 260
- Lo demás es silencio: la vida y la obra de Eduardo Torres, Augusto Monterroso 261
- Sainetes, Ramón de la Cruz 262
- Oppiano Licario, José Lezama Lima 263
- Silva de varia lección, Pedro Mexía 264
- Pasión de la Tierra, Vicente Aleixandre 265
- El villano en su rincón, Félix Lope de Vega Carpio 266
- La tía Tula, Miguel de Unamuno 267
- La nave de los locos, Pío Baroja 269
- La hija del aire: tragedia en dos partes, Pedro Calderón de la Barca 270
- Edad: (poesía 1947-1986), Antonio Gamoneda 271
- El Publico, Federico García Lorca 272
- Romances históricos, Duque de Rivas 273
- Huasipungo, Jorge Icaza 274
- Pero... ¿hubo alguna vez once mil vírgenes?, Enrique Jardiel Poncela 275
- La Fortuna con Seso y la Hora de todos ; Marco Bruto, Francisco de Quevedo 276
- Poesia Espanola Del Siglo Xviii, Rogelio Reyes 277
- España, aparta de mí este cáliz ; Poemas humanos, César Vallejo 278
- Vida de Don Quijote y Sancho, Miguel de Unamuno 279
- Libro de Alexandre, Anónimo 280
- Poesía, Francisco De Medrano 281
- Segunda parte del Lazarillo, Juan de Luna 282
- Alma / Ars moriendi, Manuel Machado 283
- Segunda comedia de Celestina, Feliciano De Silva 284
- Lunario Sentimental, Leopoldo Lugones 285
- Trilogía italiana: teatro de farsa y calamidad, Francisco Nieva 286
- Poemas y antipoemas, Nicanor Parra 287
- Silva de varia leccion II, Pedro Mexia 288
- Bajarse al moro, José Luis Alonso de Santos 289
- Pepita Jiménez, Juan Valera 290
- Poema de Alfonso Onceno, Juan Victorio 291
- La colmena, Camilo José Cela 300
- Poesia/Poetry, Francisco De Figueroa 301
- Sendebar, María Jesús Lacarra 304
- Naufragios, Álvar Núñez Cabeza de Vaca 306
- Estación ida y vuelta, Rosa Chacel 307
- Volver, Jaime Gil de Biedma 310
- Su único hijo, Leopoldo Alas 314
- La vorágine, José Eustasio Rivera 315
- Canto general, Pablo Neruda 318
- El Baile; La Vida en un Hilo, Edgar Neville 322
- ¡Espérame en Siberia, vida mía!, Enrique Jardiel Poncela 325
- Cuentos, Horacio Quiroga 326
- Epica Medieval Espanola, Alvar 330
- Los siete libros de la Diana, Jorge de Montemayor 332
- Los sueños, Francisco de Quevedo 335
- Naque, ay, Carmela, José Sanchis Sinisterra 341
- El castigo sin venganza, Félix Lope de Vega Carpio 343
- La Conjuración de Venecia, Año de 1310, Francisco Martínez de la Rosa 344
- El Laberinto de la Soledad, Octavio Paz 346
- Libro de Apolonio, Anónimo 348
- Los Usurpadores, Francisco Ayala 350
- Femeninas; Epitalamio, Ramón María del Valle Inclán 354
- Teatro completo, Luis de Góngora 355
- Nadie encendía las lámparas, Felisberto Hernández 361
- El Victorial, Gutierre Díaz de Games 364
- De donde son los cantantes, Severo Sarduy 366
- Redoble, Rancas, Manuel Scorza 366
- Un mundo para Julius, Alfredo Bryce Echenique 369
- Lirica/Lyric, Gil Vicente 370
- Las lanzas coloradas, Arturo Uslar Pietri 371
- Lucía Jerez, José Martí 378
- Arde el mar, Pere Gimferrer 383
- My Voice, Because of You, Pedro Salinas 386
- El fondo del vaso, Francisco Ayala 391
- Mortal y rosa, Francisco Umbral 393
- Abel Sánchez, Miguel de Unamuno 398
- Azul... + Cantos de vida y esperanza, Rubén Darío 403
- La señorita de Trevélez. ¡Que viene mi marido!, Carlos Arniches 405
- La Muerte de Artemio Cruz, Carlos Fuentes 406
- Cuentos fantásticos, Benito Pérez-Galdós 409
- Las fuerzas extrañas, Leopoldo Lugones 413
- Lazarillo Español, Ciro Bayo 414
- El perro del hortelano, Félix Lope de Vega Carpio 417
- Barranca abajo, Florencio Sánchez 424
- Los pazos de Ulloa, Emilia Pardo Bazán 425
- Doña Bárbara, Rómulo Gallegos 426
- ¡Esta Noche, Gran Velada!, ¡Kid Peña contra Alarcón, el Título Europeo!; Castillos en el Aire, Fermín Cabal 428
- El mercurio, José María Guelbenzu 433
- Sab, Gertrudis Gómez de Avellaneda 437
- Diario de un poeta recién casado: 1916, Juan Ramón Jiménez 439
- Catedra: Poesia, Juan Goytisolo 454
- La madre naturaleza, Emilia Pardo Bazán 462
- Poesia Lirica, Marqués de Santillana 475
- Los ídolos, Manuel Mujica Láinez 477
- Cronicas de Indias. Antologia, Mercedes Serna 483
- Ariel, José Enrique Rodó 484
- Novelas a Marcia Leonarda, Félix Lope de Vega Carpio 487
- La devoción de la cruz, Pedro Calderón de la Barca 489
- Todo verdor perecerá, Eduardo Mallea 493
- La Realidad Invisible, Juan R. Jimenez 495
- La Maja Desnuda, Vicente Blasco Ibáñez 496
- La guaracha del Macho Camacho, Luis Rafael Sánchez 497
- Antologia Catedra de Poesia de las Letras Hispanicas, Jose Francisco Ruiz Casanova 500
- Los convidados de piedra, Jorge Edwards 501
- La Desheredada, Benito Pérez-Galdós 502
- La vida perra de Juanita Narboni, Ángel Vázquez 505
- Felix Vargas: Superrealismo, José Martínez Ruiz 507
- Lo prohibido, Benito Pérez-Galdós 509
- Poesía española reciente (1980–2000), Juan Cano Ballesta 510
- Hijo de ladrón, Manuel Rojas 511
- El Amigo Manso, Benito Pérez-Galdós 513
- Don Catrin de la Fechanda y Noches Tristes y Dia Alegre, José Joaquín Fernández de Lizardi 515
- Anotaciones a la Poesía de Garcilaso, Fernando de Herrera 516
- La Noche De Los Asesinos / The Night of the Assassins, José Triana 517
- Tigre Juan ; El curandero de su honra, Ramón Pérez de Ayala 519
- Insolación, Emilia Pardo Bazán 520
- Santa, Federico Gamboa 523
- Historia De La Monja Alferez, Catalina de Erauso, Escrita for Ella Misma / Story of the Nun Alferez, Catalina de Erauso, Catalina de Erauso 524
- La fuente de la edad, Luis Mateo Díez 525
- Cuban Counterpoint: Tobacco and Sugar, Fernando Ortiz 528
- Señora Ama ; La malquerida, Jacinto Benavente 533
- Cádiz, Benito Pérez-Galdós 537
- Doña Berta, Leopoldo Alas 539
- Doña Berta ; Cuervo ; Superchería, Leopoldo Alas 539
- Cuentos Fantásticos Modernistas de Hispanoamérica, Dolores Phillips-Lopez 547
- Biografía incompleta Biografía continuada, Gerardo Diego 552
- Siete lunas y siete serpientes, Demetrio Aguilera-Malta 553
- La incognita, Benito Pérez-Galdós 555
- Memorias de un solterón, Emilia Pardo Bazán 563
- El gesticulador, pieza para demagogos en tres actos, Rudolfo Usigli 564
- Los Premios, Julio Cortázar 569
- Apuntaciones sueltas de Inglaterra / Leandro Fernández de Moratín, Leandro Fernández de Moratín 571
- Arte Nuevo de Hacer Comedias, Félix Lope de Vega Carpio 585
- Cuadros de Amor y Humor, al Fresco, José Luis Alonso de Santos 587
- La Generacion de 1936. Antologia poetica, Varios 592
- Narraciones, Gustavo Adolfo Bécquer 598
- El delincuente honrado, Gaspar Melchor de Jovellanos 612
- Tristana, Benito Pérez-Galdós 627
- Cómo se hace una novela, Miguel de Unamuno 631
- Las bicicletas son para el verano, Fernando Fernán-Gómez 651
- La busca, Pío Baroja 657
- Espejo de Paciencia, Silvestre de Balboa 659
- Antología del Microrrelato Español (1906–2011), el cuarto género narrativo, AA. VV. 703
- Mientras cantan los pájaros: antología poética (1946–2006), Pablo García Baena 762
- La Tía Fingida, Miguel de Cervantes 794
- Comedia Sin Título (seguida de El Sueño de la Vida de Alberto Conejero), Alberto Conejero López 796
- La cisma de Inglaterra, Pedro Calderón de la Barca 799
- Viaje de Turquía de Pedro de Urdemalas, Anónimo 822
- Máscaras, Leonardo Padura 865
- Relación de la Guerra de Cipre y Suceso de la Batalla Naval de Lepanto, Fernando de Herrera 867
- Resonancias. Antología poética, 1964-2022, Clara Janés 868
- Escenas de Cine Mudo, Julio Llamazares 869
- La Velada en Benicarló. Diálogo sobre la guerra en España, 870
- El Gallo de Oro y Otros Relatos, Juan Rulfo 871
- El Solitario, Concha Méndez [et al.] 872
- Percusión, José Balza 873
- Poesía Completa, Mariluz Escribano Pueo 874
- Canciones del Suburbio, Pío Baroja 875
- Cuentos Ciertos, Max Aub 876
- Crónicas de la Conquista Espiritual de América, Varios Autores 877
- Cuentos, Emilia Pardo Bazán 878
- Las muertas, Jorge Ibargüengoitia 879
- Preludios de Mi Lira y otros poemas, Manuel de Cabanyes 880
- La Mocedad de Bernardo del Carpio; El Casamiento en la Muerte, Lope de Vega 881
- Teatro Completo, Ana Caro de Mallén 882
- Poesías 883
- La Sombra 884
- Los ríos profundos, José María Arguedas
- Los trabajos de Persiles y Sigismunda, Miguel de Cervantes